# Hede Bühl
Pour les articles homonymes, voir Bühl.
Hede Bühl, née le 8 juin 1940 à Haan (Allemagne), est une sculptrice allemande.

## Biographie

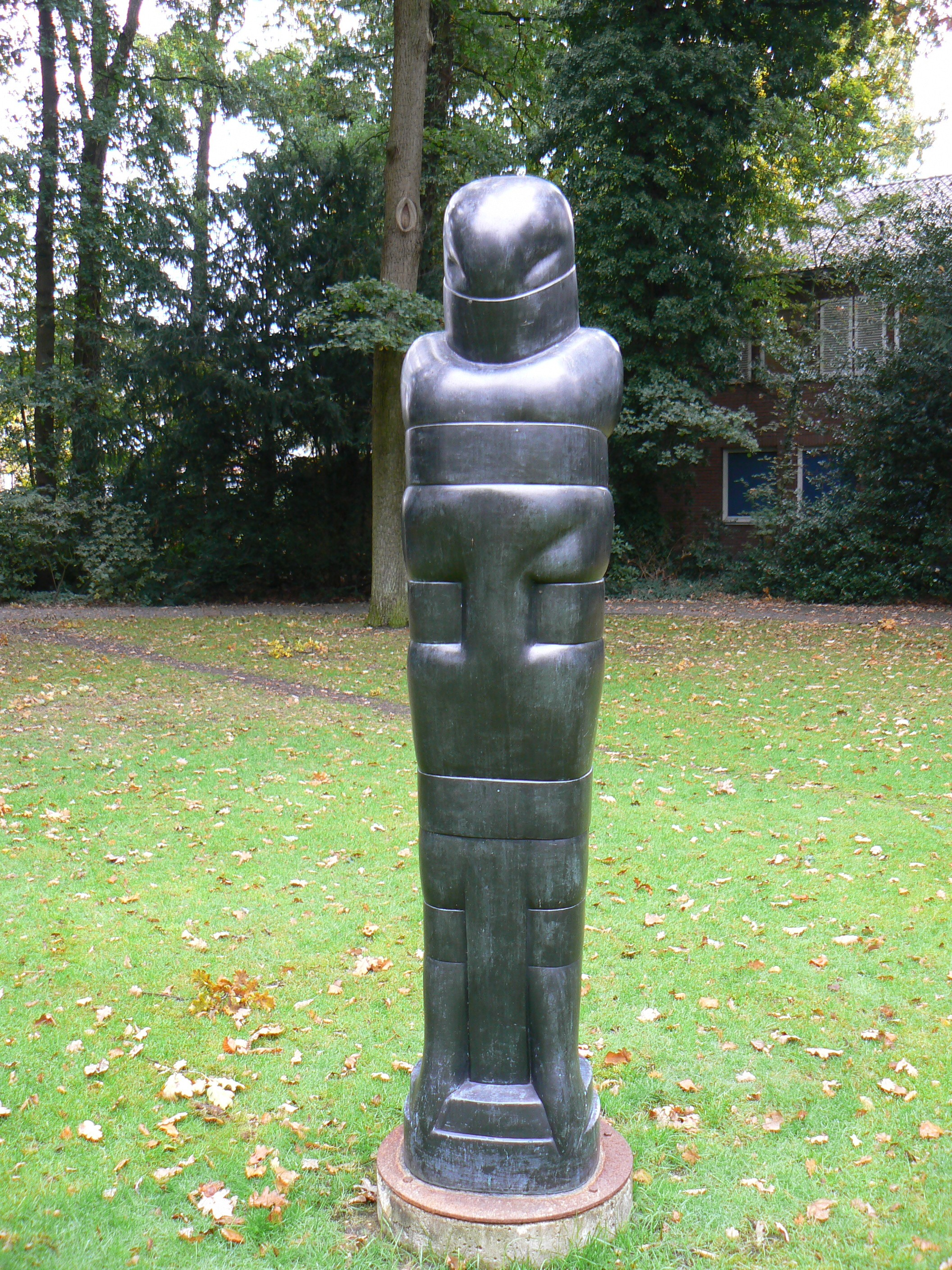
Grand personnage debout, 1971, Nordhorn

Hede Bühl était élève de Joseph Beuys et a travaillé quelque temps dans l'atelier d'Ewald Mataré. Elle vit et travaille à Düsseldorf. Dans ses sculptures en pierre ou en métal, l'artiste traite du corps humain et surtout la tête. Dans ses œuvres monumentales, les corps humains sont mutilés, attachés ou bâillonnés. Entre autres, comme la sculpture en bronze érigée devant la mairie sur la Burgplatz à Duisbourg le 2 mai 1984 pour commémorer tous les hommes et femmes des syndicats victimes du régime national-socialiste. 
Elle a reçu le prix Käthe Kollwitz de l'Académie des arts de Berlin (Berlin), le prix Villa Romana (Florence) et le grand prix des sculptures de la triennale de New Delhi. Elle est titulaire de la bourse Villa Massimo (Rome).
Hede Bühl est membre de l'Association allemande des artistes (Deutscher Künstlerbund) ; elle vit à Düsseldorf-Golzheim.

## Publications
- Hede Bühl, Skulpturen und Zeichnungen, Ausstellungs-Katalog, 1985,  (ISBN 3924412049)
- Hede Bühl, Köpfe, Museum für Kunst und Kulturgeschichte, Lübeck 1990